# Barbara Migdalska

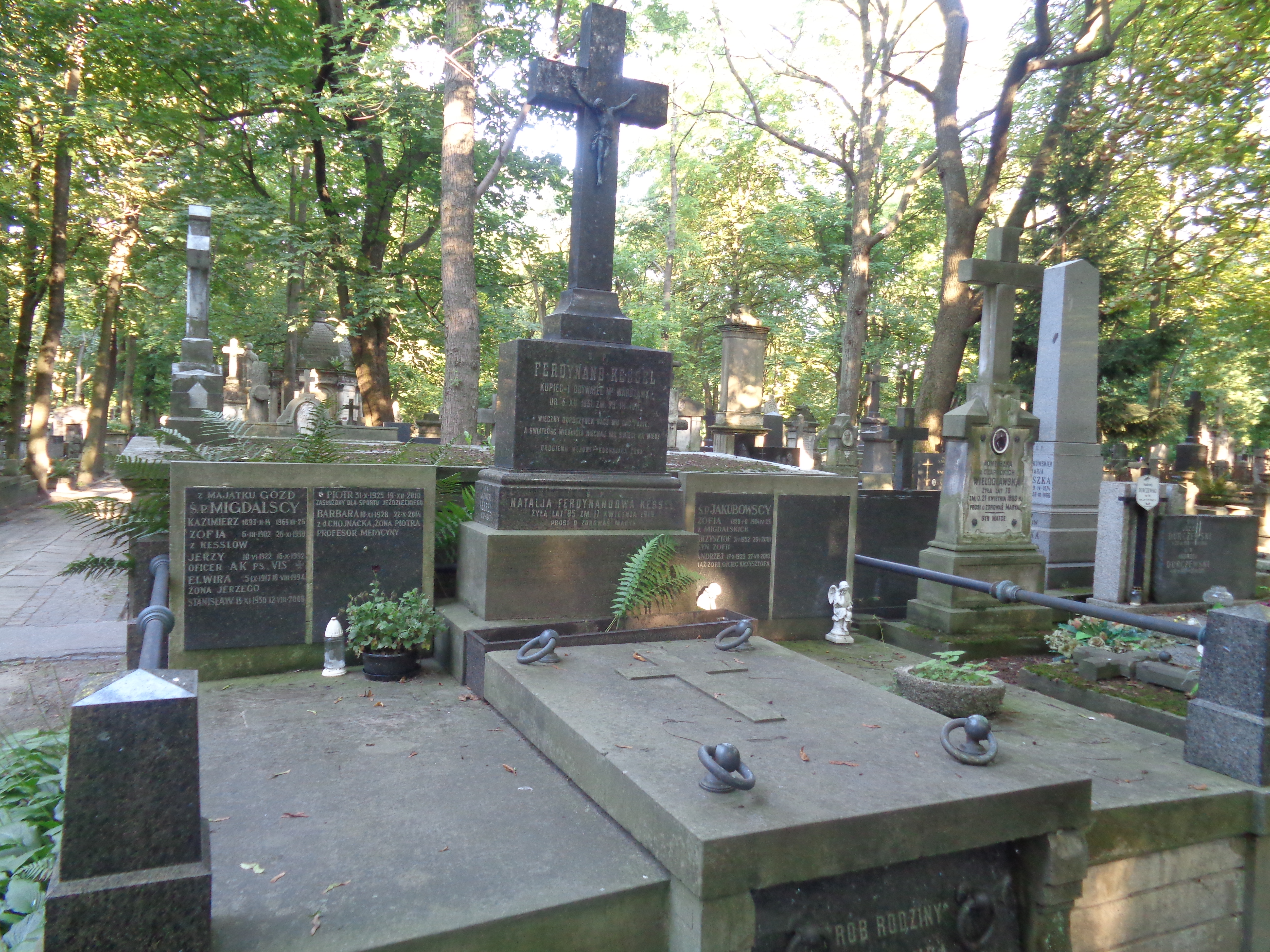
Nagrobek Barbary Migdalska na cmentarzu Powązkowskim w Warszawie

Barbara Małgorzata Migdalska (ur. 1928, zm. 22 października 2014 w Warszawie) – polski lekarz dentysta, analityk medyczny, profesor nauk medycznych.

## Życiorys
W 1953 ukończyła studia w Akademii Medycznej w Warszawie. Specjalista w zakresie analityki medycznej (1957).
Stopień doktora nauk medycznych uzyskała w Centrum Medycznym Kształcenia Podyplomowego w Warszawie. W tej samej uczelni w 1968 uzyskała stopień doktora habilitowanego na podstawie pracy pt. Wydalanie kortykotropiny w moczu. W 1991 otrzymała tytuł profesora.
Zawodowo związana z Kliniką Endokrynologii Centrum Medycznym Kształcenia Podyplomowego, w której przez wiele lat kierowała pracownią sterydową.
Autorka lub współautorka ponad 50 publikacji krajowych i zagranicznych.

## Odznaczenia
- Krzyż Kawalerski Orderu Odrodzenia Polski[4]